# Hyposmocoma cuprea
Hyposmocoma cuprea là một loài bướm đêm thuộc họ Cosmopterigidae. Nó là loài đặc hữu của Kauai.